# Tingankoskenmäki
Tingankoskenmäki este o arie protejată (arie specială de conservare — SAC, sit de importanță comunitară — SCI) din Finlanda întinsă pe o suprafață de 31 ha, integral pe uscat.

## Localizare
Centrul sitului Tingankoskenmäki este situat la coordonatele 60°44′25″N 27°39′28″E / 60.7403°N 27.6578°E.

## Înființare
Situl Tingankoskenmäki a fost declarat sit de importanță comunitară în august 1998 pentru a proteja 2 specii de animale. Situl a fost protejat și ca arie specială de conservare în aprilie 2015.

## Biodiversitate
Situată în ecoregiunea boreală, aria protejată conține 3 habitate naturale: Taiga vestică, Păduri fino-scandinave bogate în ierburi cu Picea abies, Păduri aluvionare cu Alnus glutinosa și Fraxinus excelsior (Alno-Padion, Alnion incanae, Salicion albae).
La baza desemnării sitului se află mai multe specii protejate:
- mamifere (1): veveriță zburătoare siberiană (Pteromys volans)
- nevertebrate (1): Agathidium pulchellum

Pe lângă speciile protejate, pe teritoriul sitului au mai fost identificate 1 specie de plante, 1 specie de păsări.